# Gemzse
Gemzse – wieś w północno-wschodniej części Węgier, w pobliżu miasta Vásárosnamény oraz Nyírmada. Wieś liczy 860  mieszkańców (2012) i zajmuje obszar 16,6 km².

## Położenie
Miejscowość leży na obszarze Wielkiej Niziny Węgierskiej. Administracyjnie należy do powiatu Vásárosnamény, wchodzącego w skład komitatu Szabolcs-Szatmár-Bereg.